# 曙 (札幌市中央区)
曙（あけぼの）は、北海道札幌市中央区の一部を指す名称。公称町名ではないが、札幌市中央区の地区名としては南8条から南14条にかけて、西5丁目から西12丁目にかけての範囲とされている。

## 歴史
かつて東本願寺札幌別院以南にはカシワの樹が繁る野原が広がっており、当初は薄野（すすきの）の地続きであるところから明篠（あけしの）と呼ばれていたが、後に暁野（あけぼの）と改められた。
1871年（明治4年）春、この地に札幌初の公式共同墓地である「暁野墓地」が設けられた。最初の埋葬者は開拓使官吏の竹田で、次はお雇い外国人ヨハンゴダルド・ファンゲントであった。
1926年（大正15年）、一帯の市街化が進んだことにより墓地を移転し、墓地の跡地は「暁野」を「曙」と当て字し「曙グラウンド」となった。このグラウンドではしばしば転倒して骨折する者がいたため、何度かお払いが行われたという。
曙グラウンドはその後、曙小学校の校舎用地となった。
また、周辺一帯の南8条から南14条にかけての範囲を曙地区と称している。

## 旧・曙小学校
札幌市立曙小学校（さっぽろしりつ あけぼのしょうがっこう）は、かつて北海道札幌市中央区南11条西9丁目に存在した公立小学校である。
1951年（昭和26年）8月22日、札幌市立西創成小学校から児童654人を受け入れて開校。同年12月25日には、札幌市立豊水小学校と札幌市立山鼻小学校からの児童663人が加わった。札幌で初となる鉄筋コンクリート造り耐火建築校舎は、総経費9200万円を要した。
1954年度（昭和29年度）から1958年度（昭和33年度）にかけては児童数が1700名を超え、全学年合わせて28学級あったが、その後は児童数が減少し、1967年度（昭和42年度）に723名18学級、1986年度（昭和61年度）に455名12学級、1996年度（平成8年度）に219名6学級となった。
2004年（平成16年）4月、近隣の創成小学校・大通小学校・豊水小学校とともに札幌市立資生館小学校へと統合され、53年の歴史に幕を下ろした。
残った校舎は2009年（平成21年）11月に「あけぼのアート＆コミュニティセンター」へと転用されている。